# Kira Homeyer

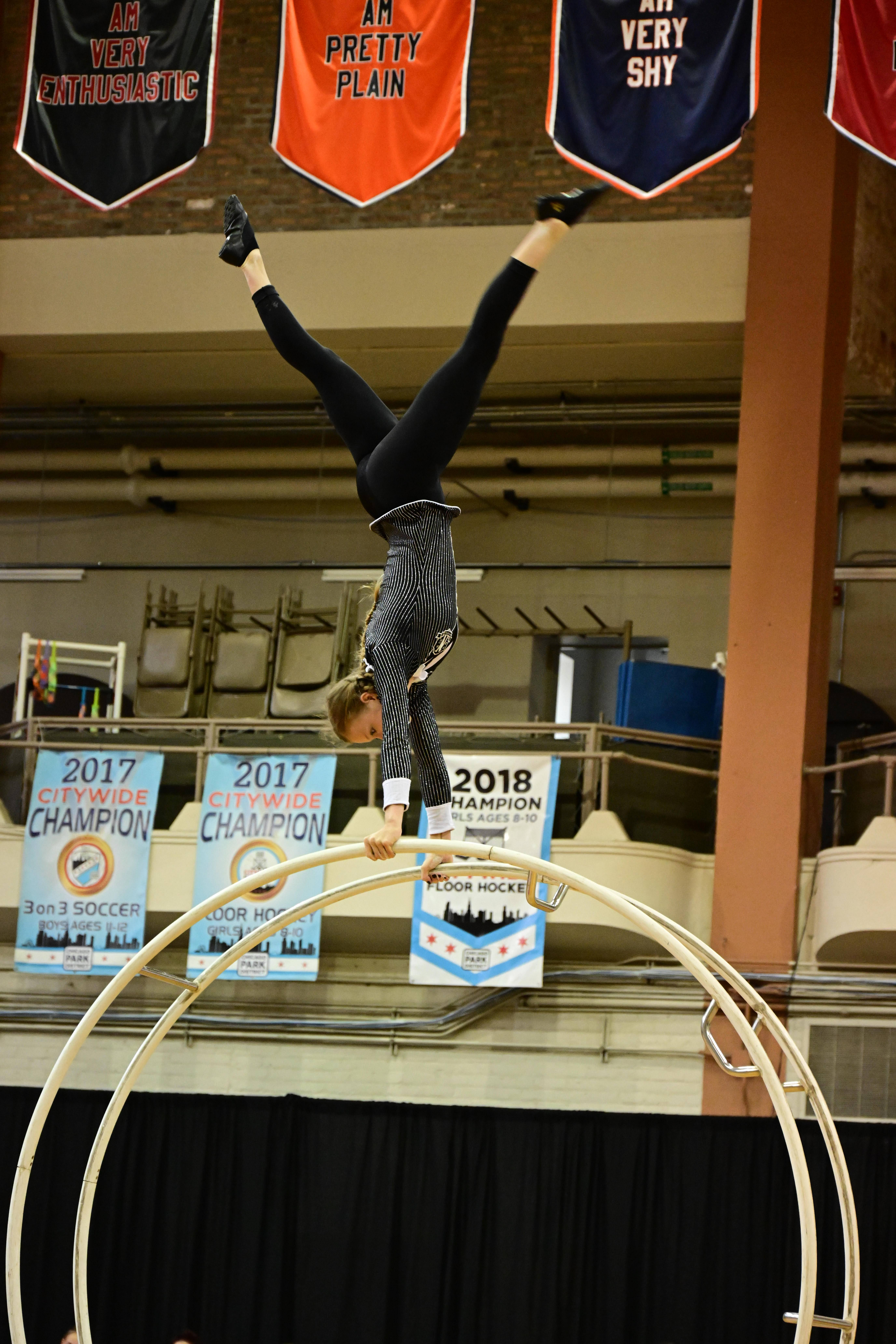

Kira Homeyer (* 1998) ist 14-fache Weltmeisterin im Rhönradturnen und ist seit 2012 Athletin des deutschen Bundeskaders im Rhönradturnen. Insgesamt nahm sie an 5 Weltmeisterschaften teil, bei denen sie sich 15 Medaillen erturnte. Außerdem errang sie zahlreiche Titel bei Deutschen Meisterschaften.

## Leben
Als Tochter zweier Rhönradturner, Jürgen Bientzle (Bruder von Wolfgang Bientzle) und Bundestrainerin Katja Homeyer, war das Leben von Kira Homeyer und ihren Geschwistern Marvin Homeyer und Finia Homeyer bereits im Kindesalter vom Rhönradsport geprägt. Im Alter von fünf Jahren begann sie mit dem Training. Fortan nahm sie an Wettkämpfen teil und trat als Mitglied des Rhönradteams Taunusstein international bei Shows, Paraden und anderen Events mit ihrer Mutter Katja Homeyer auf.
Mit 15 Jahren wurde sie Mitglied im deutschen Jugendnationalkader (C-Kader) und nahm erfolgreich bei ihrer ersten Weltmeisterschaft in Chicago teil. Sie gewann die Titel im Mehrkampf und im Sprung. Zwei Jahre später bei der nächsten Weltmeisterschaft in Lignano konnte Kira Homeyer alle Disziplinen für sich entscheiden. Sie wurde Jugendweltmeisterin im Mehrkampf und Sprung, sowie in der Gerade und Spirale.
Im selben Jahr entschied sich Homeyer mit 17 Jahren frühzeitig den Juniorinnen-Bereich zu verlassen und in der Erwachsenklasse (19+) zu starten. Mit dem Mehrkampfsieg bei den 90. deutschen Meisterschaften im Jubiläumsjahr wurde sie Mitglied des deutschen A-Kaders. Bei der Weltmeisterschaft 2016 in Cincinnati konnte Homeyer mit 18 Jahren den Weltmeistertitel in der Gerade, sowie den Vizetitel im Mehrkampf für sich entscheiden. Zusätzlich startete sie für die deutsche Mannschaft und gewann die Goldmedaille bei der Team-WM.
Bei der Weltmeisterschaft in Magglingen gilt Kira Homeyer als die erfolgreichste Teilnehmerin. Sie gewann den Mehrkampf, die Gerade und mit dem Team. Zudem konnte sie sich die Silbermedaille im Sprung und die Bronzemedaille in der Spirale sichern.
Bei den Weltmeisterschaften in Sonderburg nahm Kira Homeyer aufgrund ihres Studiums nicht teil.

## Sportliche Erfolge
Quelle: 
2024
- Weltmeisterin Mehrkampf
- Weltmeisterin Gerade
- Bronzemedaille Spirale

2023
- Weltmeisterin Team

2021
- 1. Platz IRV Team Trophy Seniorinnen

2019
- 1. Platz Team World Cup

2018
- Weltmeisterin Mehrkampf
- Weltmeisterin Gerade
- Vizeweltmeistern Sprung
- Bronzemedaille Spirale
- Weltmeisterin Team

2017
- Silber Team World Cup

2016
- Weltmeisterin Gerade
- Vizeweltmeisterin Mehrkampf
- Weltmeisterin Team

2015
- Jugendweltmeisterin  Mehrkampf
- Jugendweltmeisterin  Spirale
- Jugendweltmeisterin  Gerade
- Jugendweltmeisterin  Sprung

2013
- Jugendweltmeisterin  Mehrkampf
- Jugendweltmeisterin  Sprung